# Le Livre de Gomorrhe
Le Livre de Gomorrhe (en latin : Liber Gomorrhianus) est un pamphlet de Pierre Damien, moine bénédictin, sorti entre vers 1050 et adressé au pape Léon IX, dans lequel l'auteur dénonce le mauvais comportement du clergé catholique.

## Genèse de l'œuvre
Pierre Damien écrit son livre en 1050-1051 afin de dénoncer les vices du clergé, dont il est scandalisé.

## Résumé
Préface de Léon IX

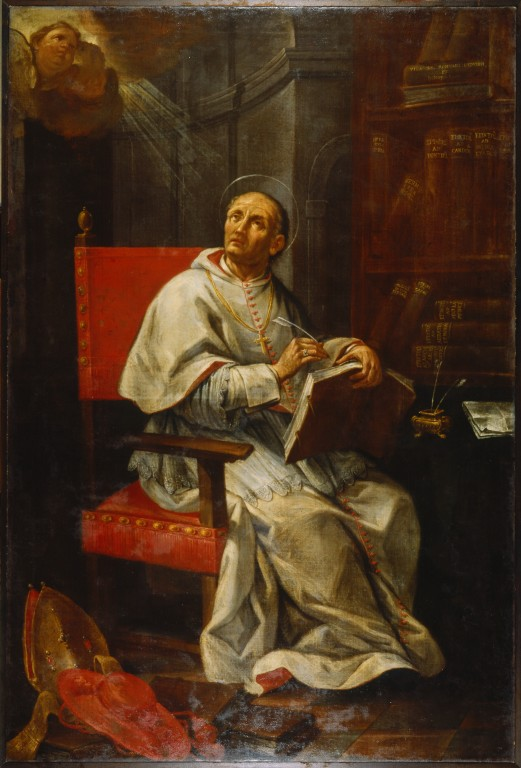
Pierre Damien par Andrea Barbiani, XVIII.

Le pape Léon IX commence par saluer Pierre Damien, « ô fils très cher ». Il le remercie pour son combat contre la débauche du clergé. Afin que les fidèles n'aient pas de craintes ou d'incertitude à lire le Livre de Gomorrhe, le pape fait savoir qu'il approuve tout ce que contient l'ouvrage. Le souverain pontife décrète que les personnes tombant dans les « quatre genres d'impureté » dénoncées dans le livre ne peuvent servir l'Église et doivent être expulsées des ordres religieux, sauf celles qui commirent les crimes de masturbation (seules ou à plusieurs) et le coït intercrural — après avoir fait pénitence. De même, la personne entretenant le péché et celle qui se meurt dedans sont condamnées à la mort. Léon IX termine par un petit éloge de Pierre Damien, dont il célèbre l'enseignement par les actes, certain que Dieu le Père et Jésus Christ l'accueilleront dans le Paradis.
Introduction de Pierre Damien
Damien adresse son livre au pape Léon, rappelant au passage que l'Église catholique est la seule Église légitime. Damien s'identifie à un médecin devant soigner le « cancer de l'immonde sodomie » qui ronge l’Église. Il assène qu'il faudrait défroquer les clercs qui s'y adonnent, car ils souillent leur charge.
Chapitre I, De la diversité des sodomites
Damien énumère quatre vices, du plus léger au plus grave : la masturbation solitaire, la masturbation à plusieurs, le coït intercrural et le coït anal.
Chapitre II, Que la bonté désordonnée des supérieurs ne doit pas maintenir dans l'ordre ecclésiastique ceux qui en sont tombés
Damien reproche l'hypocrisie des débauchés, qui profitent de la miséricorde divine et supportent uniquement les pénitences afin d'éviter la défroque. L'auteur dénonce l'indulgence excessive des supérieurs, « du moment qu[e le clerc débauché] n'a pas fauté par derrière », le laissant répéter ses péchés et avec beaucoup de monde. La vénalité, l'ambition et l'impunité dont jouissent les hommes les amène à plus craindre de perdre leur position dans l’Église que le jugement divin.
Chapitre III, Que ceux qui se sont adonnés à des pratiques immondes ne doivent ni être élevés à notre ordre, ni rester en place une fois promus
Damien donne son opinion sur ce qu'il faudrait faire contre ces clercs sodomites et masturbateurs, crimes qu'il détermine respectivement comme ceux de Sodome et Gomorrhe et d'Onan fils de Judas. 
Suivant les décisions du droit canon, l'opinion des Pères de l’Église et le livre du Lévitique (20:13), Damien estime qu'il faut mettre à mort et ne pas donner de promotion ceux pratiquant la sodomie. Damien cite une lettre de Grégoire le Grand à la province d'Aprutium, dans laquelle le pape leur envoie un dénommé Importunus, qui se distingue par ses mœurs et l'ardeur de sa vocation, afin qu'il devienne le nouveau pasteur de la région. S'il ne fait aucune action que la Loi mosaïque condamne de mort durant son temps d'adaptation, il peut recevoir la charge pastorale d'Aprutium. Damien se distingue par une application stricte de la Loi, la hiérarchie catholique étant, à ses yeux, un nouvel Israël.
Chapitre IV, Si les demandes de l’église le nécessitent, est-il permis de confier notre office à de tels individus ?
Ce chapitre-ci suit le précédent. Damien répond que le jugement ne doit être adouci, même s'il est nécessaire d'avoir quelqu'un pour remplir une fonction religieuse vacante. Citant l'épître aux Éphésiens de l'apôtre Paul, qui dit que ni les fornicateurs ni les dépravés ni les cupides n'entrent dans le Royaume de Dieu, leur donner une charge ecclésiastique serait inutile et un mépris pour ladite charge.
Damien cite aussi la première épître à Timothée (1:9-10) qui dit que la Loi est faite pour juger (entre autres) « ceux qui couchent avec des hommes », ce serait « souiller les saints ordres ». Afin de soutenir son argumentaire, le moine cite encore l'épître de Jacques (4:17) contre l'hypocrisie, et l'évangile selon Luc (12:48) sur la vigilance des mœurs de ceux qui ont des responsabilités.
Chapitre V, Qu’ils sont tombés dans l’égarement ceux qui aspirent à l’ordre sacré alors qu’ils sont possédés par ce vice
Continuant contre le risque qu'un clerc pécheur incite, par son comportement, les fidèles au péché, Damien met en parallèle l'épître aux Romains (1-24-28) — dans laquelle l'apôtre Paul écrit que Dieu a livré les pécheurs à la dépravation, dont ceux qui commettent « à tour de rôle l'infamie d'homme à homme » — et la destruction de Sodome — Damien voit dans les deux anges Dieu le Père et Dieu le Fils, et dans les « hommes impurs qui tentent d’approcher Dieu au moyen des fonctions de l’ordre sacré », ces Sodomois que les anges aveuglent pour fuir avec Loth et sa famille, avant la destruction de la ville. Le chapitre se termine par une diatribe contre les pécheurs qui sont aveuglés et incapables de connaître Dieu malgré leurs efforts, et contre les clercs qui ferment les yeux sur les vices dont ils sont témoins.
Chapitre VI, Sur les supérieurs ecclésiastiques qui se sont souillés avec leurs enfants spirituels
Damien examine la sentence spécifique au cas d'« inceste spirituel », c'est-à-dire le cas où un clerc ayant des relations sexuellement avec son filleul/sa filleule, ou avec des personnes qu’il a baptisées. Le moine rappelle déjà qu'un clerc abusant d'une femme qu'il a fait naître par le baptême est excommunié pour un an et qu'il doit faire pénitence publique. La parenté spirituelle est plus importante que la parenté charnelle. Damien compare l'entrée dans les ordres à un second baptême, le clerc ayant ordonné un novice devient aussi son père spirituel. Le père spirituel qui a souillé son enfant spirituel doit être condamné à la même peine que le père charnel incestueux. L'inceste spirituel est divisé en deux catégories, celui naturel (avec une femme) et contre-naturel (avec un homme). Damien estime qu'il vaut mieux céder à la zoophilie qu'à la sodomie avec un homme, cela évite de faire pécher une autre personne.
Chapitre VII, De ceux qui confessent leurs crimes à leurs partenaires de débauche
Estimant qu'il ne peut plus se taire, Damien raconte comment des « clercs totalement intoxiqués par ce vice se confessent mutuellement, dans un moment de lucidité, pour que personne n’apprenne leur faute. » Le moine compare leur débauche à la boulimie, reprochant aux pécheurs de se confesser mutuellement, comme un « lépreux montrant ses plaies à un autre lépreux ». Damien affirme qu'un pécheur ne peut pas délier les péchés d'un autre s'il est son complice. Cela lui permet de citer l'évangile selon Matthieu (6:42 et 15:14) et celui de Luc (6:41, parabole de la paille et de la poutre) pour reprocher l'hypocrisie et l'aveuglement des clercs.
Chapitre VIII, Qu’il est juste de destituer celui qui débauche un moine, comme on le fait pour celui qui abuse d’une moniale
Damien commence le chapitre en s'adressant au sodomite « les yeux dans les yeux », sur son refus de se confesser afin de ne pas perdre sa charge religieuse. L'auteur lui explique qu'il vaut mieux une réprobation temporaire par jugement humain que la peine éternelle du jugement dernier. Damien s'oppose qu'au nom de la  bonté humaine, on condamne à une simple pénitence le moine avant des relations intercrurales avec homme, alors que l'on renvoie immédiatement celui qui abuse d'une religieuse. Il faut une peine similaire, même si le sexe de la personne est différent.
Chapitre IX, Que celui qui se souille avec son fils de miséricorde est coupable du même crime que celui qui faute avec sa propre fille ou avec sa filleule
Continuation du chapitre précédent, attaquant cette fois les confesseurs qui couchent avec les pénitents, appelés « fils de miséricorde », soit inversement. Damien cite des passages de la première épître de Pierre, de la première épître aux Corinthiens et l'épître aux Galates de l'apôtre Paul en lien avec le baptême, continuant de faire valoir la filiation spirituelle entre le baptisant et le baptisé, et qu'elle est similaire entre le confesseur et les personnes pénitentes.
Chapitre X, À propos des canons apocryphes : que ceux qui s’y fient se trompent totalement
Parmi les décisions des conciles de l’Église chrétienne, il circule des fausses. Damien énumère les prétendus canons en rapport avec les débauches qui peuvent arriver aux prêtres et aux clercs, les fausses pénitences qu'ils doivent avoir et sur lesquelles les débauchés se basent pour faire pénitence. Damien n'en énumère pas beaucoup : « on trouve encore bien d’autres mensonges et de sacrilèges mélangés aux saints canons par la ruse du diable ! Mieux vaut les oublier que les écrire, mépriser ces idioties qu’en noircir mes feuillets. » Il annonce examiner si ces dispositions sont en accord avec les véritables canons de l’Église, dans le chapitre suivant.
Chapitre XI, Réfutation probante desdits canons
Damien revient sur les différents faux canons et les réfute par des développements personnels, avec ironie et sarcasme.
Chapitre XII, Que c’est à juste titre qu’on écarte ces inepties du nombre des canons, puisque visiblement on ne peut leur accorder aucune autorité
Damien s'emporte contre les faux canons, dont la plupart des auteurs sont inconnus ou faux, et qui « n’ont été ni édictés par les décrets des Pères, ni produits par les saints conciles ».
Chapitre XIII, De ceux qui forniquent en dépit de la raison, c’est-à-dire qui copulent avec des bêtes ou se souillent avec des hommes
L'auteur cite les actes du concile d'Ancyre, concernant les différentes pénitences à faire, selon que les fidèles laïcs ont vingt ans ou moins. Damien loue et examine le texte, car « nous nous rendons compte que chaque mot a été soigneusement soupesé et évalué avec précision ».
Chapitre XIV, De ceux qui se sont souillés avec des bêtes ou avec des hommes, ou qui croupissent encore dans ce vice
Damien cite et examine encore les décisions sur concile d'Ancyre sur le sujet de son chapitre. Damien estime bon de mettre les pécheurs de son chapitre entre eux, les jugeant possédés par des démons, certain « que jamais ils ne se livreraient à des pratiques aussi étrangement contraires à la nature si des esprits mauvais ne les possédaient pas tout entiers ».
Chapitre XV, Dans le cas où des clercs ou des moines auraient harcelé des hommes
Tel qu'annoncé à la fin du chapitre précédent, Damien recopie un extrait de la punition que Basile le Grand donnes aux moines qui harcèlent sexuellement des adolescents ou jeunes garçons. Le moine dit que le sodomite doit discerner s'il peut encore être digne des sacrements et de les donner. Après d'autres humiliations publiques, Damien cite l'avis du pape Sirice, pour qui le clerc repenti ne mérite pas de rester à sa charge.